# Variabile esogena
In economia (e in econometria, in particolare nello studio dei modelli simultanei su serie storiche) si definisce variabile esogena una variabile economica che, all'interno di un determinato modello, assume un valore indipendente dall'equilibrio rappresentato nel modello stesso; si tratta quindi di una variabile che influisce sull'equilibrio rappresentato nel modello, ma non è influenzata dall'equilibrio stesso (è causa dell'equilibrio e non l'effetto di questo, ma è l'effetto di altre variabili che non appartengono al modello).
L'esempio più semplice è rappresentato dal reddito o dal progresso tecnico in un semplice modello domanda-offerta (modello di mercato concorrenziale): la quantità domandata è funzione inversa del prezzo di mercato e funzione diretta del reddito dei consumatori; l'offerta è funzione diretta del prezzo di mercato e funzione inversa del progresso tecnico; in un modello di questo tipo abbiamo quattro variabili: quantità, prezzo, reddito e progresso tecnico; prezzo e quantità sono tipicamente variabili endogene (nella curva di domanda la quantità dipende dal prezzo, nella curva di offerta il prezzo dipende dalla quantità; i valori effettivi della quantità e del prezzo dipenderanno però dall'equilibrio simultaneo tra le due relazioni); il reddito e il progresso tecnico sono invece tipicamente variabili esogene, in quanto i loro valori vengono determinati altrove rispetto al modello di riferimento, e quindi influenzano l'equilibrio del modello considerato, ma non ne vengono influenzati (saranno cioè le variazioni del reddito e del progresso tecnico a variare l'equilibrio del mercato e non viceversa).
Nella realtà non esistono delle variabili totalmente esogene, visto che tutti gli aspetti della realtà si possono considerare collegati attraverso relazioni complesse, tuttavia è possibile individuare delle variabili che, all'interno di un certo modello, possono considerarsi approssimativamente esogene (in quanto le variazioni dell'equilibrio sono in grado di influenzare solo relativamente il valore di queste variabili).